# Greensplat
Greensplat – wieś w Anglii, w Kornwalii. Leży 58 km na północny wschód od miasta Penzance i 353 km na zachód od Londynu.